# Marysia Starosta
Marysia Starosta (sinh ngày 19 tháng 3 năm 1981 tại Warsaw) là một ca sĩ người Ba Lan.

## Sự nghiệp
Album đầu tay của Marysia Starosta có tên là Maryland được hãng thu âm EMI Music Balan cho ra mắt vào ngày 24 tháng 11 năm 2008. Từ năm 2011, Marysia Starosta hợp tác với đối tác cũ của mình là rapper Sokół. Cô cùng Sokół đã phát hành hai album và cả hai album đều được chứng nhận Bạch kim tại Ba Lan.

## Đĩa hát

### Album phòng thu
| Maryland                                                                      | - Phát hành: 24 tháng 11 năm 2008 - Hãng đĩa: EMI Music Poland - Định dạng: CD | — |                |                 |
| Czysta brudna prawda (cùng Sokół)                                             | - Phát hành: 16 tháng 5 năm 2011 - Hãng đĩa: Prosto - Định dạng: CD, tải nhạc  | 4 | - POL: 30,000+ | - POL: Bạch kim |
| Czarna biała magia (cùng Sokół)                                               | - Phát hành: 13 tháng 12 năm 2013 - Hãng đĩa: Prosto - Định dạng: CD, tải nhạc | 1 | - POL: 30,000+ | - POL: Bạch kim |
| "–": Bài hát không có bảng xếp hạng hoặc không được phát hành trong lãnh thổ. |                                                                                |   |                |                 |

### Video âm nhạc
| Năm  | Tựa đề                         | Đạo diễn                  | Album                |
| ---- | ------------------------------ | ------------------------- | -------------------- |
| 2008 | "Nie ma nas"                   | —                         | Maryland             |
| 2011 | "Sztruks" (cùng Sokół)         | Kuba Dąbrowski            | Czysta brudna prawda |
| 2011 | "Reset" (cùng Sokół)           | Wal&Gura, Kuba Łubniewski | Czysta brudna prawda |
| 2012 | "Myśl pozytywnie" (cùng Sokół) | Wal&Gura, Kuba Łubniewski | Czysta brudna prawda |
| 2012 | "W sercu" (cùng Sokół)         | Wal&Gura                  | Czysta brudna prawda |
| 2013 | "Wyblakłe myśli" (cùng Sokół)  | Maciek Szupica, Wal&Gura  | Czarna biała magia   |
| 2014 | "Zepsute miasto" (cùng Sokół)  | Jakub Radej               | Czarna biała magia   |